# Apelern
Apelern er en by og kommune i det nordvestlige Tyskland med 2432 indbyggere (2018-12-31), i Samtgemeinde Rodenberg i den østlige del af Landkreis Schaumburg. Denne landkreis ligger i den nordlige del af delstaten Niedersachsen.

## Geografi
Apelern er beliggende i Deister-Sünteldalen vest for motorvejen A2 ved Lauenau og syd for Rodenberg, mellem Deister, Süntel og Bückeberg. Gennem kommunen løber Riesbach, der er et tilløb til Rodenberger Aue.
Kommunen Apelern består af landsbyerne:
- Apelern med bebyggelserne Allern og Riesenmühle
- Groß Hegesdorf
- Kleinhegesdorf
- Lyhren med Rehbruchsmühle
- Reinsdorf
- Soldorf

### Nabokommuner
Apelern grænser op til (med uret fra nord): Beckedorf, byen Rodenberg, kommunerne Lauenau, Pohle og Auetal samt byen Stadthagen.